# Wolfgang Reitherman
Wolfgang Reitherman (Múnich, Alemania; 26 de junio de 1909 - Burbank, California; 22 de mayo de 1985) fue un animador estadounidense de origen alemán que trabajó para la compañía Disney, y es uno de los Nueve Ancianos de Disney. 

## Carrera
Su familia emigró a Estados Unidos cuando él era todavía un niño. En 1933 se graduó en el Instituto de Arte Chouinard. Empezó a trabajar para Disney al año siguiente, junto con otros animadores, como Ward Kimball y Milt Kahl. Los tres trabajaron juntos en varios cortometrajes, como The Band Concert, Music Land y Elmer Elephant. En 1937 animó algunas secuencias del primer largometraje animado de la compañía, Blancanieves y los siete enanitos.
Entre 1940 y 1980, año de su retiro, trabajó en varios largometrajes de Disney, desde Pinocho, en la que trabajó como director de animación hasta El Zorro y el Sabueso (1981). Fue director de animación, productor, director de secuencias e incluso apareció en persona en una película de 1941 titulada The Reluctant Dragon. 
Dirigió, con otros animadores, varios clásicos de Disney, como 101 dálmatas, Merlín el Encantador, El libro de la selva, Los Aristogatos, Robin Hood, Las Aventuras de Winnie The Pooh y Los rescatadores.
Murió en 1985 en un accidente de circulación. En 1989 fue nombrado Leyenda Disney.

## Premios y distinciones
Premios Óscar
| Año  | Categoría                  | Película                       | Resultado |
| ---- | -------------------------- | ------------------------------ | --------- |
| 1975 | Mejor cortometraje animado | Winnie the Pooh and Tigger Too | Nominado  |